# 基地業務群
基地業務群（きちぎょうむぐん、英称：Air Base Group）とは、航空自衛隊における基地等の管理業務を行う部隊である。略称は基群（きぐん）。部隊長は基地業務群司令と呼ばれ、通常基地司令等を務める部隊等の隷下に編成される。ただし、警戒群（隊）や救難隊等の部隊の配置されている分屯基地は同様の部隊として基地業務隊または基地業務小隊が、補給処、同支処や術科学校などの機関が配置されている基地および分屯基地は業務部または業務課が編成されている。

陸上自衛隊の駐屯地業務隊に相当するが、陸自の会計隊や基地通信の業務も担当している点に違いがある。なお、基地業務隊または業務小隊の編成されている部隊では、基地通信の業務を通信電子隊または通信電子小隊が、衛生及び診療に関する業務を群本部または隊本部が担当している。
なお、市ヶ谷基地には航空幕僚監部の支援及び同基地の管理業務を任務とする航空中央業務隊（こうくうちゅうおうぎょうむたい、英称：Central Air Base Group）（防衛大臣直轄部隊）が編成されている。

## 基地業務群の任務
- 施設の維持及び補修に関すること。
- 基地通信に関すること。
- 物品の調達及び補給（別に航空幕僚長が定めるものを除く。）に関すること。
- 輸送及び車両の管理運用に関すること。
- 写真に関すること。
- 損失補償、損害賠償及び補助金に関すること。
- 給養に関すること。
- 退職手当及び災害補償に関すること。
- 宿舎に関すること。
- 福利厚生に関すること。
- 共済組合に関すること。
- 防衛省の職員の給与等に関する法律（昭和27年法律第266号)の規定による若年定年退職者給付金に関すること。
- 会計に関すること。
- 衛生及び診療に関すること。
- 前各号に掲げるもののほか、航空幕僚長が定める事項に関すること。

これ以外にも基地防空の任務が与えられており、戦闘部隊として基地防空隊を編成し、対空火力をもって敵航空戦力から基地を援護する業務を行っている。

## 航空中央業務隊の主要幹部
| 官職名                               | 階級    | 氏名       | 補職発令日     | 前職                             |
| ------------------------------------ | ------- | ---------- | -------------- | -------------------------------- |
| 航空中央業務隊司令 兼 市ヶ谷基地司令 | 1等空佐 | 平井勇一郎 | 2024年07月12日 | 航空総隊司令部総務部長           |
| 副司令                               | 2等空佐 | 佐藤哲也   | 2024年06月13日 | 航空支援集団司令部総務部会計課長 |

| 代                 | 氏名                 | 在職期間                        | 前職                                          | 後職                                                                                             |                  |
| 航空中央業務隊長   | 航空中央業務隊長     | 航空中央業務隊長                | 航空中央業務隊長                              | 航空中央業務隊長                                                                                 | 航空中央業務隊長 |
| ------------------ | -------------------- | ------------------------------- | --------------------------------------------- | ------------------------------------------------------------------------------------------------ | ---------------- |
| 01                 | 岩淵則雄 （2等空佐） | 1962年10月01日 - 1966年01月31日 | 航空自衛隊補給統制処勤務                      | 航空中央業務隊付                                                                                 |                  |
| 02                 | 米田国一 （2等空佐） | 1966年02月01日 - 1967年07月16日 | 航空幕僚監部                                  | 航空自衛隊第3補給処勤務                                                                          |                  |
| 03                 | 山下修史             | 1967年07月17日 - 1968年02月15日 | 術科教育本部監理部長                          | 航空中央業務隊付 →1968.7.1 退職                                                                  |                  |
| 04                 | 西村守雄             | 1968年02月16日 - 1970年07月15日 | 航空自衛隊第1補給処業務部長                   | 航空自衛隊補給統制処勤務 →1971.2.25 停年退官                                                     |                  |
| 05                 | 夷塚孟彦             | 1970年07月16日 - 1972年07月16日 | 防衛大学校訓練部学生課長                      | 航空自衛隊幹部学校付                                                                             |                  |
| 06                 | 水野帝               | 1972年07月17日 - 1974年09月30日 | 航空自衛隊補給統制処総務課長                  | 航空自衛隊幹部学校勤務 →1975.5.15 幹部学校付 →1975.8.15 停年退官（空将補昇任）                   |                  |
| 07                 | 奥平正人             | 1974年10月01日 - 1976年08月01日 | 第2航空教育隊司令                             | 第8航空団勤務 →1976.11.17第8航空団付 →1977.2.10 停年退官（空将補昇任）                           |                  |
| 08                 | 小林卓也             | 1976年08月02日 - 1978年04月16日 | 第2高射群司令                                 | 航空幕僚監部人事教育部勤務 →1978.5.16 航空幕僚監部人事教育部付 →1978.8.12 停年退官（空将補昇任） |                  |
| 09                 | 田上秀作             | 1978年04月17日 - 1979年03月15日 | 第1航空団副司令                               | 防空指揮群司令 兼 府中基地司令                                                                   |                  |
| 10                 | 高橋義永             | 1979年03月16日 - 1981年10月15日 | 自衛隊茨城地方連絡部長                        | 第1航空教育隊司令 兼 防府南基地司令                                                              |                  |
| 11                 | 曽田豊吉             | 1981年10月16日 - 1984年04月10日 | 航空幕僚監部監理部勤務                        | 航空中央業務隊勤務 →1982.11.1 航空中央業務隊付 →1983.2.7 停年退官                                |                  |
| 12                 | 福田政弘             | 1984年04月11日 - 1984年04月15日 | 第6航空団副司令                               | 航空中央業務隊司令                                                                               |                  |
| 航空中央業務隊司令 |                      |                                 |                                               |                                                                                                  |                  |
| 01                 | 福田政弘             | 1984年04月16日 - 1985年09月30日 | 航空中央業務隊長                              | 航空幕僚監部人事教育部勤務                                                                       |                  |
| 02                 | 月輪時祺             | 1985年10月01日 - 1988年03月15日 | 航空中央業務隊勤務                            | 航空自衛隊第3術科学校長 兼 芦屋基地司令 （空将補昇任）                                           |                  |
| 03                 | 高瀬谷欣也           | 1988年03月16日 - 1990年03月15日 | 中部航空警戒管制団副司令                      | 航空教育隊司令 兼 防府南基地司令                                                                 |                  |
| 04                 | 新谷哲次             | 1990年03月16日 - 1991年12月01日 | 調査隊司令                                    | 退職（空将補昇任）                                                                               |                  |
| 05                 | 畑山正親             | 1991年12月01日 - 1993年04月01日 | 北部航空方面隊司令部人事部長                  | 退職（空将補昇任）                                                                               |                  |
| 06                 | 山田稔               | 1993年04月01日 - 1994年04月01日 | 第4高射群司令                                 | 退職（空将補昇任）                                                                               |                  |
| 07                 | 山地正彦             | 1994年04月01日 - 1996年03月30日 | 北部航空方面隊司令部装備部長                  | 統合幕僚学校研究室長                                                                             |                  |
| 08                 | 柳谷均               | 1996年03月31日 - 1997年12月01日 | 航空支援集団司令部総務部長                    | 退職（空将補昇任）                                                                               |                  |
| 09                 | 山田重徳             | 1997年12月01日 - 2000年03月31日 | 航空幕僚監部監理部法務課長                    | 航空自衛隊幹部候補生学校副校長                                                                   |                  |
| 10                 | 美濃谷一義           | 2000年04月01日 - 2001年08月01日 | 第3航空団副司令                               | 退職（空将補昇任）                                                                               |                  |
| 11                 | 渡邊寛人             | 2001年08月01日 - 2003年08月01日 | 航空幕僚監部監理部総務課 基地対策室長         | 退職                                                                                             |                  |
| 12                 | 古河覚               | 2003年08月01日 - 2005年04月01日 | 航空自衛隊第1補給処副処長                     | 退職（空将補昇任）                                                                               |                  |
| 13                 | 福田実               | 2005年04月01日 - 2006年12月06日 | 航空幕僚監部総務部総務課 基地対策室長         | 退職（空将補昇任）                                                                               |                  |
| 14                 | 早田優               | 2006年12月06日 - 2007年12月03日 | 第13飛行教育団副司令                          | 退職（空将補昇任）                                                                               |                  |
| 15                 | 塚本賢二             | 2007年12月03日 - 2008年12月01日 | 航空自衛隊第4術科学校副校長                   | 退職（空将補昇任）                                                                               |                  |
| 16                 | 冬木義雄             | 2008年12月01日 - 2010年04月01日 | 航空幕僚監部総務部総務課 基地対策室長         | 退職（空将補昇任）                                                                               |                  |
| 17                 | 石川博一             | 2010年04月01日 - 2011年04月14日 | 航空幕僚監部総務部総務課 基地対策室長         | 航空中央業務隊付 →2011年6月30日 退職                                                             |                  |
| 18                 | 平川善人             | 2011年04月15日 - 2012年12月01日 | 航空自衛隊幹部候補生学校教育部長              | 退職（空将補昇任）                                                                               |                  |
| 19                 | 安藝一               | 2012年12月01日 - 2015年01月15日 | 航空自衛隊幹部学校                            | 退職（空将補昇任）                                                                               |                  |
| 20                 | 三浦博安             | 2015年01月15日 - 2016年03月30日 | 航空自衛隊幹部候補生学校副校長                | 防衛研究所政策研究部 軍事戦略研究室長                                                            |                  |
| 21                 | 金子浩一             | 2016年03月31日 - 2018年03月05日 | 情報本部総務部長                              | 退職（空将補昇任）                                                                               |                  |
| 22                 | 伊東修               | 2018年03月05日 - 2020年10月08日 | 統合幕僚監部総務部人事教育課長                | 航空教育隊司令 兼 防府南基地司令                                                                 |                  |
| 23                 | 小石弘文             | 2020年10月09日 - 2023年07月21日 | 第4高射群司令                                 | 退職（空将補昇任）                                                                               |                  |
| 24                 | 和田竜一             | 2023年07月22日 - 2024年07月11日 | 航空自衛隊第2補給処十条支処長 兼 十条基地司令 | 退職                                                                                             |                  |
| 25                 | 平井勇一郎           | 2024年07月12日 -                | 航空総隊司令部総務部長                        |                                                                                                  |                  |